# Almiàkovo
Almiàkovo (en rus: Альмяково) és un poble de l'óblast de Tomsk, a Rússia, que el 2015 tenia 333 habitants.